# Strade statali in Italia (400-499)
- Alcune strade statali ricalcano il percorso di vie consolari romane: sono evidenziate in arancione pallido.

- Altre strade, invece, sono state dismesse dall'ANAS in periodi antecedenti al decreto legislativo n. 112 del 1998 (declassate o cedute a stati confinanti in seguito alla Seconda guerra mondiale): sono evidenziate in verde spento.

- Le strade che, attualmente, non fanno più parte dell'ANAS ma che sono gestite da regioni o province sono contrassegnate dalla dicitura ex davanti al simbolo; c'è però da tenere presente che, per quasi tutte le strade, l'attuale competenza ANAS è ridotta rispetto alla lunghezza originale dell'arteria stessa: le strade che sono in parte gestite dall'ANAS e in parte da altri enti non sono contrassegnate dalla scritta ex.

| Numerazione | Denominazione                                   | Lunghezza (km) | Percorso | Periodo            | Localizzazione                |
| ----------- | ----------------------------------------------- | -------------- | --- | ------------------ | ----------------------------- |
|             | di Castelvetere                                 | 6,790          | Innesto con la SS 425 presso Sant'Angelo dei Lombardi - Svincolo con la SS 7 presso Lioni | 1962-              | Campania                      |
|             | di Castelvetere                                 | 3,348          | Innesto con la SS 400 presso il cimitero di Castelvetere sul Calore - Innesto con la SS 7 presso il cimitero di Montemarano | 1964-2001          | Campania                      |
|             | dell'Alto Ofanto e del Vulture                  | 22,550         | Innesto con la SS 401 dir presso la stazione di Aquilonia - Bivio scalo Rapone - Innesto con la SS 7 a Sant'Andrea di Conza | 1962-              | Basilicata, Campania          |
|             | dell'Alto Ofanto e del Vulture                  | 21,500         | Innesto con la SS 655 presso Leonessa - Innesto con la SS 401 presso la stazione di Aquilonia | 1991-              | Basilicata, Puglia, Campania  |
|             | Valeriana                                       | 2,190          | (prima del 2001: Innesto con la SS 38 a Morbegno - Paniga - Ponte Nuovo - Traona - Centrale Vanoni -) Nuova Olonio (Innesto con la SS 36) - Innesto con la SS 340 dir                                                                       | 1962-2001 2021-    | Lombardia                     |
|             | del Vallo di Lauro                              | 27,140         | Innesto con la SS 367 per Liveri - Lauro - Moschiano - Forino - Innesto con la SS 88 | 1962-2001          | Campania                      |
|             | della Val Masino                                | 17,330         | Innesto con la SS 38 presso Ardenno - Cataeggio - Masino (Ardenno)\|Masino - Bagni di Masino | 1962-2001          | Lombardia                     |
|             | di Val Gerola                                   | 17,750         | Innesto con la SS 38 a Morbegno - Gerola Alta - Fenile | 1962-2001          | Lombardia                     |
|             | di Cervinia                                     | 27,000         | Innesto con la SS 26 in Chatillon - Valtournenche - Cervinia | 1962-1994          | Valle d'Aosta                 |
|             | Basentana                                       | 100,920        | Innesto con la SS 7 var/B (km 468+300) presso la stazione di Vaglio Basilicata - Scalo di Brindisi Montagna - Scalo di Campomaggiore - Scalo di Grassano - Scalo di Ferrandina - Scalo di Pisticci - Innesto con la SS 106 presso Metaponto | 1963-              | Basilicata                    |
|             | di Montevarchi                                  | 45,180         | Siena - Valle del Bozzone - Valle d'Arbia - Gaiole in Chianti - Cavriglia - Montevarchi | 1963-2001          | Toscana                       |
|             | di Plessiva                                     | 4,744          | Cormons - Subida - Confine di stato con la Slovenia presso Plessiva | 1963-2008          | Friuli-Venezia Giulia         |
|             | di Naro                                         | 27,110         | Innesto con la SS 122 a Sella Monello - Naro - Innesto con la SS 115 presso Palma di Montechiaro | 1963-              | Sicilia                       |
|             | di Naro                                         | 8,994          | Naro - Canicattì | 1964-              | Sicilia                       |
|             | Sublacense                                      | 50,560         | Innesto con la SS 5 presso Arsoli - Subiaco - Guarcino - Innesto con la SS 155 presso Frosinone | 1962-2002          | Lazio                         |
|             | Sublacense                                      | 18,400         | Innesto con la SS 411 a Guarcino - Campocatino | 1962-2002          | Lazio                         |
|             | della Val Tidone                                | 95,410         | Milano - Locate di Triulzi - Valera Fratta - Santa Cristina - Innesto con la SS 10 presso Castel San Giovanni - Borgonovo - Nibbiano - Bivio per Romagnese - Romagnese - Innesto con la SS 461                                              | 1963-2001; 2021-   | Lombardia, Emilia-Romagna     |
|             | Romana                                          | 64,642         | Innesto con la SS 62 presso Cerese (Mantova) - San Biagio - San Benedetto Po - Moglia - Carpi - Innesto con la SS 9 presso Madonnina di Modena                                                                                              | 1963-2001          | Lombardia, Emilia-Romagna     |
|             | di Montecalvo Irpino                            | 18,600         | Innesto con la SS 90 ad Ariano Irpino - Montecalvo Irpino - Innesto con la SS 90 bis a Buonalbergo | 1962-2001          | Campania                      |
|             | Paullese                                        | 71,655         | Milano - Linate - Crema - Castelleone - Cremona | 1962-2001          | Lombardia                     |
|             | del Niccone                                     | 29,730         | Innesto con la SS 3 bis a Niccone - Innesto con la SS 75 bis presso Tuoro sul Trasimeno in località La Fonte | 1963-2001          | Umbria, Toscana               |
|             | di Caltagirone                                  | 70,100         | Innesto con la SS 117 bis presso Passo di Piazza - Svincolo con la SS 124 presso Caltagirone - Bivio per Mineo - Bivio per Palagonia - Innesto con la SS 192 presso Catania                                                                 | 1964-              | Sicilia                       |
|             | Spoletina                                       | 16,390         | Innesto con la SS 3 bis (fine traversa interna di Acquasparta) - Innesto con la SS 685 a San Giovanni di Baiano | 1963-2001 2018-    | Umbria                        |
|             | della Serra                                     | 15,840         | Innesto con la SS 338 presso Mongrando - La Serra - Valle del Viona - Settimo Vittone - Innesto con la SS 26 | 1963-2001          | Piemonte                      |
|             | Sabbionetana                                    | 36,164         | Mantova - Gazzuolo - Casalmaggiore | 1963-2001          | Lombardia                     |
|             | dei Laghi di Molveno e Tenno                    | 63,930         | Innesto con la SS 43 a Rocchetta - Lago di Molveno - Ponte dei Servi - Ponte Arche - Lago di Tenno - Innesto con la SS 45 bis a Riva del Garda                                                                                              | 1963-              | Trentino-Alto Adige           |
|             | dell'Alpago e del Cansiglio                     | 47,361         | Innesto con la SS 51 presso La Secca - Cansiglio - Innesto con la SS 51 a Vittorio Veneto | 1964-2001          | Veneto                        |
|             | dell'Alpago e del Cansiglio                     | 6,500          | Innesto con la SS 422 a Farra - Lago di Santa Croce - Sella di Fadalto | 1964-2001          | Veneto                        |
|             | Urbinate                                        | 27,886         | Innesto con la SS 16 a Pesaro - Innesto con la SP 3 bis - Innesto con la SP 127 - Innesto con la SS 73 bis ad Urbino | 1963-2001 2018-    | Marche                        |
|             | della Val Cesano                                | 55,435         | Innesto con la SS 16 presso stazione Marotta - Innesto con la ex SS 3 a Cagli | 1963-2001 2018-    | Marche                        |
|             | di Sant'Angelo dei Lombardi                     | 8,325          | Innesto con la SS 400 in località Fontana Retitto - Bivio per Sant'Angelo dei Lombardi - Innesto con la SS 303 presso Guardia dei Lombardi                                                                                                  | 1964-              | Campania                      |
|             | di Polla                                        | 10,675         | Innesto con la SS 19 presso San Pietro di Polla - Polla - Sant'Arsenio - San Pietro al Tanagro - Innesto con la SS 166 presso bivio San Rufo                                                                                                | 1963-2001          | Campania                      |
|             | della Gallura Centrale                          | 34,870         | Innesto con la SS 127 presso Calangianus - Sant'Antonio - Innesto con la SS 125 ad Arzachena | 1963-              | Sardegna                      |
|             | di Villamaina                                   | 15,520         | Innesto con la SS 400 presso Torella dei Lombardi - Villamaina - Innesto con la SS 303 presso Gesualdo | 1963-2002          | Campania                      |
|             | di Val d'Elsa                                   | 70,250         | Innesto con la SS 408 - Radda - Castellina in Chianti - Poggibonsi - Castelfiorentino - Innesto con la SS 67 presso Ponte a Elsa | 1963-2001          | Toscana                       |
|             | della Valle del Garigliano                      | 36,731         | Innesto con la SS 6 presso bivio stazione di Rocca d'Evandro - Incrocio con la SS 7 presso stazione di Fasano - Innesto con la SS 7 quater presso bivio di San Vito                                                                         | 1963-2002          | Lazio, Campania               |
|             | di Velate                                       | 10,300         | Innesto A9 in località Bellavista (Cascina Stoppada) - Giubiano - Belforte - Biumo Inferiore - Sant'Ambrogio - Avigno - Innesto con la SS 394 nei pressi di Casciago                                                                        | 1963-2001          | Lombardia                     |
|             | della Bocca di Magra                            | 9,740          | Confine con la regione Toscana - Innesto con la SS 331 nei pressi di Romito | 1963-2001 2018-    | Liguria                       |
|             | di Val d'Aso                                    | 42,393         | Innesto con la SS 16 a Pedaso - Innesto con la ex SS 78 a Comunanza | 1964-2001 2018-    | Marche                        |
|             | Transpolesana già Legnaghese                    | 80,370         | Svincolo 3 della Tangenziale Sud di Verona - Isola Rizza - Legnago - Badia Polesine - Villamarzana - Innesto con la SS 16 presso Rovigo | 1964-              | Veneto                        |
|             | Lucchese                                        | 40,875         | Innesto con la SS 12 a Lucca - Borgonovo - Montecatini - Serravalle Pistoiese - Innesto con la SS 66 a Pistoia | 1964-2001          | Toscana                       |
|             | Francesca                                       | 28,260         | Innesto con la SS 435 presso Montecatini Terme - Pieve a Nievole - Fucecchio - Innesto con la SS 67 presso il bivio di San Miniato | 1964-2001          | Toscana                       |
|             | dell'Aremogna                                   | 10,300         | Innesto con la SS 17 presso Roccaraso - Altopiano dell'Aremogna | 1964-2001          | Abruzzo                       |
|             | dell'Aremogna                                   | 0,520          | Innesto con la SS 437 al km 9+863 - Piazzale impianti sportivi | 1977-2001          | Abruzzo                       |
|             | Lauretana                                       | 27,200         | Innesto con la SS 73 presso Taverne d'Arbia - Asciano - Innesto con la SS 326 presso San Gimignanello | 1964-2001          | Toscana                       |
|             | Sarzanese Valdera già Sarzanese-Valdelsa        | 172,090        | Fine del centro abitato di Pietrasanta - Innesto con la SS 1 a Follonica | 1964-2001 2018-    | Toscana                       |
|             | Variante Pontedera e Ponsacco                   | 12,545         | Rotatoria con la SS 67 (inizio Viale Asia) - Fine del centro abitato di Ponsacco (SS 439 km 65+500) | 2018-              | Toscana                       |
|             | Sarzanese Valdera già Sarzanese-Valdelsa        | 16,850         | Innesto con la SS 439 al km 85+250 in località San Michele - Innesto con la SS 68 (km 42+235) a Roncolla Volterra | 1964-2001 2018-    | Toscana                       |
|             | di Porto Santo Stefano                          | 13,200         | Innesto con la SS 1 - Orbetello - Porto Santo Stefano | 1964-2001          | Toscana                       |
|             | Massetana                                       | 30,100         | Bivio Pian delle Macine - Prata - Gabellino - Boccheggiano - Innesto con la SS 73 in località Chiusdino | 1964-2001          | Toscana                       |
|             | di Laconi e di Uras                             | 44,237         | Innesto con la SS 128 presso Laconi - Senis - Escovedu - Morgongiori - Innesto con la SS 131 presso Uras | 1964-              | Sardegna                      |
|             | di Adria                                        | 22,000         | Innesto con la SS 16 a Rovigo - Villadose - Adria | 1964-2001          | Veneto                        |
|             | del Subasio                                     | 33,172         | Cerqueto - Pastina - Passo Pirella - Morano Alto - Morano Basso - San Presto - Pian della Pieve - Innesto con la SS 147 ad Assisi | 1964-2001          | Umbria                        |
|             | della Garfagnana                                | 71,169         | Innesto con la SS 12 presso Bagni di Lucca - Castelnuovo di Garfagnana - Camporgiano - Gragnola - Innesto con la SS 63 al bivio Gassano | 1964-2001          | Toscana                       |
|             | di Fosdinovo                                    | 20,031         | Innesto con la SS 63 in località Soliera di Fivizzano - Fosdinovo - Innesto con la SS 1 al km 394 | 1964-2001          | Toscana                       |
|             | di Fosdinovo                                    | 21,428         | Fosdinovo - Carrara - Innesto con la SS 1 a Massa | 1964-2001          | Toscana                       |
|             | di Palinuro                                     | 49,350         | Innesto con la SS 267 presso la stazione di Casal Velino - Ascea - Pisciotta - Stazione di Caprioli - Foria di Centola - Palinuro | 1964-2001          | Campania                      |
|             | di Palinuro                                     | 9,500          | Innesto con la SS 447 presso Palinuro - Bivio per Marina di Camerota - Bivio per Camerota - Bivio per Foria | 1969-1970          | Campania                      |
|             | di Palinuro                                     | 6,800          | Innesto con la SS 447 in località Pedali - Innesto con la SS 447 presso Palinuro | 1970-2001          | Campania                      |
|             | di Palinuro                                     | 13,510         | Innesto con la SS 447 a Foria - Futani - Innesto con la SS 18 | 1971-2001          | Campania                      |
|             | di Baschi                                       | 25,440         | Innesto con la SS 205 presso Baschi - Innesto con la SS 3 bis presso Ponte Rio di Todi | 1965-2001 2004-    | Umbria                        |
|             | di Diano Marina                                 | 3,796          | Diano Marina - Oneglia | 1965-2001          | Liguria                       |
|             | Vecchia Napoleonica già di Valpolicella         | 12,900         | Innesto con la SS 12 presso Sant'Ambrogio di Valpolicella - Pastrengo - Innesto con la SS 11 preso Castelnuovo di Verona | 1965-1989          | Veneto                        |
|             | di Affi                                         | 13,300         | Innesto con la SS 11 presso Cavalcaselle - Casello autostradale di Affi sull'A22 | 1989-2001          | Veneto                        |
|             | di Monte Oliveto                                | 17,450         | Innesto con la SS 2 in località Buonconvento - Innesto con la SS 438 in località Asciano | 1964-2001          | Toscana                       |
|             | della Contessa                                  | 12,075         | Innesto con la SS 219 - Innesto con la SS 3 a Pontericcioli | 1964-2001 2018-    | Umbria, Marche                |
|             | della Valle Arroscia                            | 22,950         | Innesto con la SS 28 presso Pieve di Teco - Borghetto d'Arroscia - Innesto con la SS 582 in località Leca | 1964-2001 2018-    | Liguria                       |
|             | di Pozzuolo                                     | 15,358         | Innesto con la SS 71 a Castiglione del Lago - Nardelli - Pozzuolo - Orgiano - Salcheto | 1964-2001          | Umbria, Toscana               |
|             | di Pontestura                                   | 30,000         | Innesto con la SS 11 a Vercelli - Bivio per Trino - Innesto con la SS 457 presso Cereseto | 1964-2001          | Piemonte                      |
|             | del Turchino                                    | 25,535         | Confine con la regione Piemonte - Innesto con la SS 1 a Genova-Voltri | 1964-2001          | Liguria                       |
|             | di Moncalvo                                     | 38,825         | Innesto con la SS 31 presso Casale Monferrato - Moncalvo - Innesto con la SS 10 presso Asti | 1964-2001          | Piemonte                      |
|             | di Casalborgone                                 | 45,329         | Innesto con la SS 11 in Chivasso - Casalborgone - Bivio Cocconato - Innesto con la SS 10 a Torretta di Asti | 1964-2001          | Piemonte                      |
|             | di Parabita                                     | 29,620         | Innesto con la SS 497 a Maglie - Collepasso - Parabita - Innesto con la SS 274 a Gallipoli | 1964-2001          | Puglia                        |
|             | di Ceresole                                     | 70,100         | Svincolo con il RA 10 presso l'aeroporto di Torino-Caselle - Rivarolo - Cuorgnè - Pont - Noasca - Ceresole | 1964-2001          | Piemonte                      |
|             | del Passo del Penice                            | 57,083         | Innesto con la SS 10 a Voghera - Godiasco - Varzi - Innesto con la SS 45 a Bobbio | 1964-2001; 2021-   | Lombardia, Emilia-Romagna     |
|             | della Val d'Arda                                | 19,400         | Innesto con la SS 10 San Pietro in Corte - San Pedretto - San Pietro in Cerro - Cortemaggiore - Innesto con la SS 9 presso Fiorenzuola d'Arda                                                                                               | 1964-2001          | Emilia-Romagna                |
|             | del Tagliamento                                 | 66,020         | Innesto con la SS 13 al bivio Taboga presso Gemona - Osoppo - San Daniele del Friuli - Dignano - San Vito al Tagliamento - Innesto con la SS 53 a Portogruaro                                                                               | 1964-2008          | Friuli-Venezia Giulia, Veneto |
|             | di Spilimbergo                                  | 44,850         | Maniago - Sequals - Spilimbergo - Innesto con la SS 13 presso Udine | 1964-2008          | Friuli-Venezia Giulia         |
|             | della Forcella Lavardet e di Valle San Canciano | 49,800         | Campolongo - Forcella Lavardet - Prato Carnico - Cercivento - Innesto con la SS 52 bis presso Sutrio | 1964-2008          | Veneto, Friuli-Venezia Giulia |
|             | di Sibiola                                      | 10,523         | Innesto con la SS 131 a Monastir - Ussana - Innesto con la SS 387 presso Serdiana | 1964-              | Sardegna                      |
|             | di Scandiano                                    | 32,214         | Innesto con la SS 9 a Reggio Emilia - Scandiano - Sassuolo - Spezzano - Innesto con la SS 12 a Pozza | 1964-2001          | Emilia-Romagna                |
|             | di Correggio                                    | 85,610         | Innesto con la SS 63 a Reggio Emilia - Correggio - Carpi - San Martino - Cavezzo - San Felice sul Panaro - Finale Emilia - Mirabello | 1964-2001          | Emilia-Romagna                |
|             | Sebina Occidentale                              | 33,072         | Innesto con la SS 42 a Lovere - Tavernola - Sarnico - Colombi - Innesto con la A4 - (prima del 2001: Palazzolo sull'Oglio - Innesto con la SS 11 ad Urago d'Oglio)                                                                          | 1964-2001 2020-    | Lombardia                     |
|             | della Valle Brembana                            | 93,002         | Bergamo - San Pellegrino Terme - San Martino dei Calvi - Passo San Marco - Morbegno | 1964 - 2001 2021 - | Lombardia                     |
|             | della Valle Brembana                            | 13,862         | Innesto con la SS 470 presso Villa d'Almè - Innesto con la SS 42 presso Stezzano | 1964 -2001 2021-   | Lombardia                     |
|             | di Leonessa                                     | 38,630         | Innesto con la SS 320 a Cascia - Innesto con la SS 4 | 1964-2002 2018-    | Umbria, Lazio                 |
|             | Bergamina                                       | 25,538         | Innesto con la SS 11 a Treviglio - Innesto con la SS 235 presso Lodi | 1964-2001          | Lombardia                     |
|             | di Croce d'Aune                                 | 22,930         | Innesto con la SS 50 a Ponte d'Oltra - Croce d'Aune - Pedavena - Innesto con la SS 50 a Feltre | 1965-2001          | Veneto                        |
|             | di Taurisano                                    | 8,900          | Taurisano - Miggiano - Innesto con la SS 275 al km 17+700 | 1965-2001          | Puglia                        |
|             | di Casarano                                     | 19,400         | Parabita - Matino - Casarano - Taurisano - Innesto con la SS 274 | 1965-2001          | Puglia                        |
|             | di Galatina                                     | 45,670         | Innesto con la SS 16 a Lecce - San Cesario - Galatina - Sogliano - Cutrofiano - Supersano - Innesto con la SS 474 | 1964-2001          | Puglia                        |
|             | dell'Alpe di Casaglia                           | 16,134         | Innesto con la SS 306 presso Palazzuolo sul Senio - Innesto con la SS 302 presso Passo della Colla | 1965-2001          | Toscana                       |
|             | di Sarteano                                     | 34,075         | Innesto con la SS 146 in località Querce al Pino - Sarteano - Radicofani - Innesto con la SS 2 al km 165+000 | 1965-2001          | Toscana                       |
|             | Sannite                                         | 59,558         | Innesto con la SS 17 presso Sulmona - Scanno - Innesto con la SS 83 a Villetta Barrea | 1964-2001          | Abruzzo                       |
|             | di Ururi                                        | 22,065         | Innesto con la SS 87 al km 201+850 - Ururi - Innesto con la SS 376 | 1965-2001          | Molise, Puglia                |
|             | della Valle del Ferro                           | 43,675         | Innesto con la SS 92 (km 154+721) - Cersosimo - Oriolo - Amendolara - Innesto con la SS 106 presso lo scalo di Amendolara | 1965-              | Basilicata, Calabria          |
|             | Alto Polesana                                   | 65,615         | Innesto con la SS 10 presso Mantova - Ostiglia - Melara - Zelo - Innesto con la SS 434 presso Badia Polesine | 1965-2001          | Lombardia, Veneto             |
|             | Termolese                                       | 31,825         | Innesto con la SS 157 presso Palata - Montecilfone - Guglionesi - San Giacomo degli Schiavoni - Innesto con la SS 16 presso Termoli | 1965-2001          | Molise                        |
|             | del Castello di Brolio                          | 21,964         | Innesto con la SS 73 presso Colonna del Grillo - Castelnuovo Berardenga - Castello di Brolio - Innesto con la SS 408 | 1965-2001          | Toscana                       |
|             | Corridonia Maceratese                           | 26,236         | Innesto con la SS 16 a Porto Civitanova - Innesto con la SS 77 presso Sforzacosta | 1965-2001          | Marche                        |
|             | di Montefiorino                                 | 82,350         | Innesto con la SS 9 a Modena - Casinalbo - Sassuolo - Castellarano - Montefiorino - Cargedolo - Piandelagotti - Innesto con la SS 324 presso Passo delle Radici                                                                             | 1965-2001          | Emilia-Romagna                |
|             | di Caramanico Terme                             | 58,700         | Innesto con la SS 5 presso Scafa - Innesto con la SS 17 a Sulmona | 1965-2001 2018-    | Abruzzo                       |
|             | di Rocca d'Aspide                               | 74,012         | Innesto con la SS 19 presso Serre - Roccadaspide - Castel San Lorenzo - Felitto - Stio - Innesto con la SS 18 presso Vallo della Lucania | 1965-2001          | Campania                      |
|             | di Gradoli                                      | 7,106          | Innesto con la SS 2 - Borghetto - Gradoli - Innesto con la SS 74 | 1965-2002          | Lazio                         |
|             | del Colle del Melogno                           | 1,481          | Innesto con la SS 28 a Bagnasco - Confine con la regione Liguria | 1965-              | Piemonte                      |
|             | del Colle del Melogno                           | 0,750          | Innesto con la SS 490 - Casello di Finale Ligure dell'A10 | ?-2001             | Liguria                       |
|             | di Isola del Gran Sasso                         | 31,200         | Innesto con la SS 150 nei pressi di Montorio al Vomano - Tossicia - Isola del Gran Sasso - Villa Petto - Reinnesto con la SS 150 al bivio per Villa Maggiore                                                                                | 1965-2001          | Abruzzo                       |
|             | di Savelli                                      | 61,650         | Innesto con la SS 108 ter a Savelli - Pallagorio - Strongoli - Innesto con la SS 106 presso scalo di Strongoli | 1966-2002          | Calabria                      |
|             | Via Claudia Braccianese                         | 51,350         | Innesto con la SS 2 in località La Storta - Bracciano - Manziana - Innesto con la SS 2 in località Querce di Orlando | 1966-2002          | Lazio                         |
|             | Vigevanese                                      | 15,263         | Milano - Innesto con la SS 526 a Ponte Naviglio Grande presso Abbiategrasso | 1966-              | Lombardia                     |
|             | di Codigoro                                     | 72,129         | Adria - Codigoro - Migliarino - San Vito - Portomaggiore - Innesto con la SS 16 a Consandolo | 1966-2001          | Emilia-Romagna, Veneto        |
|             | Virgiliana                                      | 66,280         | San Benedetto Po - Quistello - Poggio Rusco - Pilastri - Bondeno - Innesto con la SS 16 a Ferrara | 1966-2001          | Lombardia, Emilia-Romagna     |
|             | di Maglie e di Santa Cesarea                    | 39,080         | Innesto con la SS 101 a Galatone - Aradeo - Cutrofiano - Maglie - Innesto con la SS 173 a Santa Cesarea Terme | 1966-2001          | Puglia                        |
|             | Soncinese                                       | 72,600         | Innesto con la SS 42 presso Seriate - Romano di Lombardia - Soncino - Casalmorano - Innesto con la SS 10 a Cremona | 1966-2001          | Lombardia                     |
|             | Rodigina                                        | 44,700         | Innesto con la SS 10 a Legnago - Badia Polesine - Lendinara - Innesto con la SS 16 a Rovigo | 1966-?             | Veneto                        |